# Submersisphaeria bambusicola
Submersisphaeria bambusicola är en svampart som beskrevs av D.Q. Zhou & K.D. Hyde 2000. Submersisphaeria bambusicola ingår i släktet Submersisphaeria och familjen Annulatascaceae.   Inga underarter finns listade i Catalogue of Life.